# Турусбекова, Лиля Жусуповна
Лиля Жусуповна Турусбекова (8 мая 1933, Фрунзе — 7 января 2001) — советский кинорежиссёр. Заслуженный деятель искусств Киргизской ССР (1979).

## Биография
Родилась 8 мая 1933 года в городе Фрунзе в семье киргизского писателя и поэта Жусупа Турусбекова. После окончания средней школы в 1951 году поступила на режиссёрский факультет ВГИКа. С 1955 года по окончании ВГИКа начала самостоятельную творческую деятельность на Фрунзенской студии хроникально-документальных фильмов. Она сняла и смонтировала два номера киножурнала «Советская Киргизия». В дальнейшем, на протяжении более двадцати лет режиссёр занималась кинопериодикой.
В 1956 году выпустила свой первый киноочерк Л. Турусбековой «Серебряная вода», посвящённый металлургам Кадамджая. Вторая лента «Они родились на Тянь-Шане» (1957) рассказывала о достижениях в хозяйстве и культуре республики за 40 лет Советской власти. В картинах «Я и мои друзья», «Твои подруги» (1961, 1962) проявилось тяготение Л. Турусбековой к лирическому кинорепортажу.
В 1967 году Лиля Турусбекова сняла полнометражную киноленту «Вслед за весной». В 1974 году к 50-летию Компартии Киргизии и Киргизской ССР Лиля Турусбекова создала полнометражный фильм «Советский Киргизстан».
60-летию Великого октября был посвящён её фильм «Большевики Пишпека» (1977). Он основан на небольшом архивном фотоматериале об А. Иваницыне, Я. Логвиненко, Г. Швец-Базарном, К. Сарыкулове, И. Кобекове и других борцах за Советскую власть в Кыргызстане.

## Фильмография
- «Серебряная вода», 1957
- «Они родились на Тянь-Шане», 1958
- «Высокая награда», 1959
- «Праздник киргизского искусства», 1959
- «Я и мои друзья», 1960
- «Твои подруги», 1960
- «Рождение песни», 1961
- «Великий эпос», 1962
- «Оглянись, Чолпон», 1962
- «Праздник великой дружбы», 1963
- «Мастера киргизского искусства», 1963
- «Неделя советского кино в Киргизии», 1964
- «Наши дети», 1966
- «40 лет Киргизстану», Специальный выпуск «Советская Киргизия № 32−33», 1966
- «Вслед за весной», 1967
- «Поле Кульсары», 1972
- «Сказ о бетоне», 1972
- «Короткое лето в горах», 1975
- «Весна Ала-Тоо», 1976
- «Большевики Пишпека», 1977
- «Причастность» (Бакен Кадыкеева), 1977
- «Кошой-Таш», 1981
- «Преображённая земля», 1981
- «Фамилия вкладчика — народ», к/журнал «Советская Киргизия» № 4 (1 часть), 1982
- «Мыскал», 1986
- «Досуг», 1986
- «Чебер» (Седло для президента), 1990
- «Горные пастбища», 1990

## Награды
- Медаль «За трудовое отличие» (1958).
- Значок «Отличник кинематографии СССР» (1965).
- Орден «Знак Почёта» (1970).
- Почетные грамоты Верховного Совета Кыргызской ССР (1974, 1992).
- Заслуженный деятель искусств Киргизской ССР (1979).